# Natalie Curtis
Natalie Curtis Burlin (New York, 26 aprile 1875 – Parigi, 23 ottobre 1921) è stata un'etnomusicologa statunitense.
La Curtis, insieme ad Alice Cunningham Fletcher e Frances Densmore, faceva parte di un piccolo gruppo di donne che conducevano importanti studi etnologici in Nord America all'inizio del XX secolo. È ricordata per le sue trascrizioni e pubblicazioni di musica tradizionale delle tribù dei nativi americani, nonché per aver pubblicato una raccolta in quattro volumi di musica afroamericana. Con la sua morte prematura nel 1921, la Curtis non fu in grado di chiudere compiutamente la sua carriera e riunire le sue opere.

## Influenza
Dopo un viaggio in Arizona la Curtis rimase affascinata dalla musica dei Nativi Americani che iniziò a studiare. La Curtis studiò musica al Conservatorio Nazionale di Musica d'America di New York. Si formò anche in Francia e Germania, studiando con musicisti di spicco, come Ferruccio Busoni.

### Theodore Roosevelt
Theodore Roosevelt era un amico di famiglia della Curtis e una delle sue maggiori influenze. La Curtis si servì di Roosevelt come un utile strumento quando si trattava di preservare la cultura dei nativi americani. Ad un certo punto entrò persino nella casa di Roosevelt per chiedere i diritti sulla terra tribale per il capo dei Mojave-Apache. Roosevelt trattava la Curtis come qualcuna "... che ha fatto moltissimo per dare alla cultura indiana la sua giusta posizione". Contribuì anche con una breve promozione per la sua raccolta di musica e folklore dei nativi americani The Indians' Book, in cui egli sottolineò "la profondità e la dignità del pensiero indiano".

## Carriera
A partire dal 1903 lavorò nella riserva Hopi in Arizona e produsse trascrizioni, utilizzando sia un registratore a cilindro Edison che matita e carta. A quel tempo questo lavoro con la musica e la lingua nativa era in conflitto con le politiche del Federal Bureau of Indian Affairs, che scoraggiava i nativi delle riserve dal parlare la loro lingua, cantare la loro musica, vestirsi in abiti nativi, ecc. Fu solo dopo l'intervento personale del suo amico presidente Theodore Roosevelt che poté continuare il suo lavoro senza ostacoli. Lo stesso Roosevelt visitò la riserva Hopi nel 1913 per le cerimonie del flauto e del serpente Hopi e questa visita fu descritta dettagliatamente dalla Curtis in "Theodore Roosevelt in Hopi Land", un articolo che lei scrisse per la rivista Outlook nel 1919.

### Canzoni
Nel 1905 la Curtis pubblicò The Songs of Ancient America, tre canzoni del Pueblo per macinare il mais con accompagnamento di pianoforte. Nel descrivere il proprio compito di trascrittrice scrisse: "Non ho in alcun modo cambiato le melodie, né ho cercato di armonizzarle nel senso usuale, né di farne delle composizioni musicali... Il mio unico desiderio è stato quello di lasciare che le canzoni indiane potessero essere ascoltate come le cantano gli stessi indiani..."
Nel 1907 la Curtis pubblicò The Indians' Book, una raccolta di canzoni e storie di 18 tribù, illustrate con trascrizioni scritte a mano di canzoni, opere d'arte e fotografie. La maggior parte delle 200 canzoni sono presentate solo in notazione manoscritta senza alcun accompagnamento di pianoforte. Il libro è servito come fonte per Indian Fantasy del suo ex insegnante Busoni, un'opera per pianoforte e orchestra, eseguita per la prima volta nel 1915 dalla Philadelphia Orchestra sotto Leopold Stokowski.
Intorno al 1910 la Curtis ampliò la sua ricerca per includere la trascrizione e la raccolta di musica afroamericana, lavorando all'Hampton Institute di Hampton, Virginia, un college fondato nel 1868 per educare ex schiavi. Il lavoro fu finanziato dal filantropo George Foster Peabody. Nel 1911 lei e David Mannes fondarono la Coloured Music Settlement School di New York e nel 1912 aiutò a sponsorizzare il primo concerto con musicisti neri alla Carnegie Hall, un concerto che comprendeva l'orchestra del Clef Club, diretta da James Reese Europe.
Nel 1918 e 1919 la Curtis (ora Curtis Burlin) pubblicò quattro volumi intitolati Negro Folk-Songs; i volumi includevano spiritual e "canzoni di lavoro e di divertimento". Pubblicò le canzoni in un'armonia in quattro parti, un lavoro che le fruttò gli elogi del compositore Percy Grainger nel 1918. I proventi dei volumi andarono all'Hampton Institute. La Curtis iniziò anche a studiare la musica delle tribù africane e nel 1920 pubblicò Songs and Tales from the Dark Continent, in cui annotò per iscritto l'esempio di quello che è noto come il modello standard in etnomusicologia e il son clave a triplo impulso nella musica afro-latina (1920 : 98) Nel 1917 si era sposata con l'artista Paul Burlin; si trasferirono in Francia, dove morì in un incidente stradale nel 1921.
I suoi lavori pubblicati spesso non appaiono nelle "riviste accademiche" di antropologia o folclore. Ad esempio la Curtis è stato pubblicato in Southern Workman, The Craftsman e The Outlook, nonché in pubblicazioni musicali generali come Musical America. Le recensioni del suo lavoro apparvero in tali riviste e nelle riviste accademiche standard dell'epoca.

## Composizioni originali
Natalie Curtis Burlin può essere considerata come facente parte di un piccolo gruppo di compositori americani che utilizzarono materiale nativo americano nelle loro composizioni. Gli altri sono Charles Wakefield Cadman, Arthur Nevin e Thurlow Lieurance. Ha composto circa 15 opere brevi e originali, molte basate su temi nativi americani o afroamericani.